# Ruschia recurva
Ruschia recurva är en isörtsväxtart som först beskrevs av Conrad Moench, och fick sitt nu gällande namn av H.E.K. Hartmann. Ruschia recurva ingår i släktet Ruschia och familjen isörtsväxter. Inga underarter finns listade i Catalogue of Life.